# Hexotol

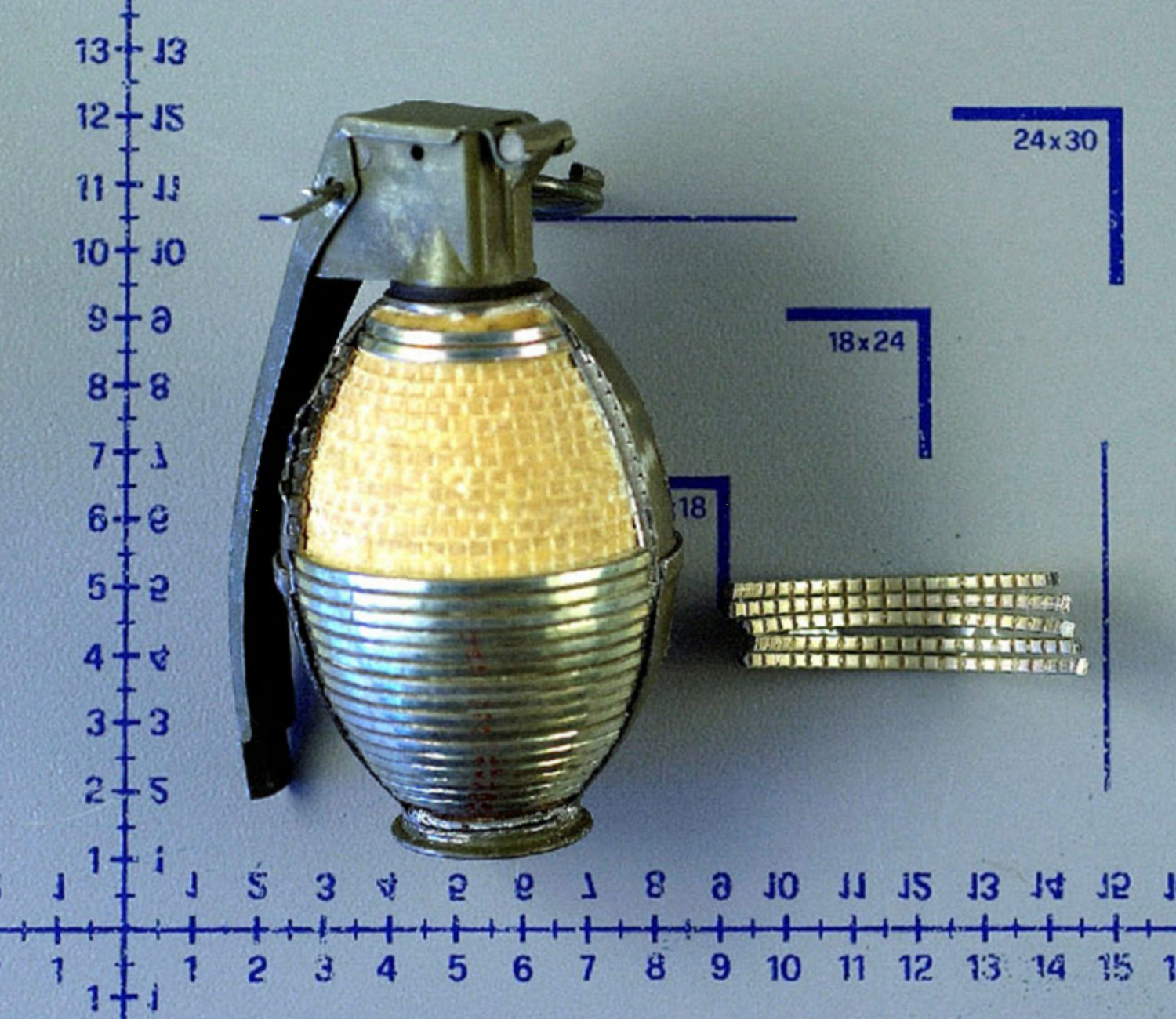
Hexotolfylld spränghandgranat. Detta exempel har skurits upp så att hexotolladdningen är synlig.

Hexotol eller hexolit är ett militärt sprängämne, bestående av hexogen (60 %) och trotyl (40 %) med en liten tillsats av vax. 
Hexotol är en gulbrun massa som kan både gjutas och pressas till önskad form. Det kombinerar lagringsbeständighet, okänslighet för mekaniska stötar och hög detonationshastighet med stort energiinnehåll. Hexotol används främst till pansarbrytande granater, och förekommer dessutom ofta i sprängpatroner och primärladdningar.
Andra begrepp för hexogen-trotyl-blandningar är:
- Composition B ("Comp B"), amerikansk term för en blandning av 59,5 % hexogen, 39,5 % trotyl och 1 % vax.
- Cyclotol, amerikansk term för blandningar med 60–80 % hexogen och resten trotyl.